# Fada N'Gourma
Fada N'Gourma é uma cidade burquinense, capital da província de Gourma. Em 2012, sua população era estimada em 51 421 habitantes.